# Косорунин, Александр Викторович
Александр Викторович Косорунин (21 ноября 1961, Москва — 23 апреля 2000, Москва) — российский барабанщик и автор песен. Играл в группах «Маршал», «Рок-Академия», «Рондо», «Мегаполис», «Лига блюза», «Чёрный обелиск», «Четверг Арутюнова», «Вольный стиль», «Неприкасаемые». В 1990-е годы Несколько раз входил в тройку лучших барабанщиков России в опросе музыкантов газетой «Московский комсомолец».

## Биография
Начал играть на ударных в 18 лет. Учился частным образом у педагога по ударным инструментам Л. Г. Рубца. Поступил в Царицинское музыкальное училище по классу ударных, которое окончил в 1987 году.
1-20 декабря 1993 года принимает участие в записи альбома «Megapolis» группы «Мегаполис» в качестве приглашенного музыканта. Альбом выходит в 1994 году на студии Erdenklang Musikverlag. В январе 1994 года принимает участие в записи альбома Сергея Калугина «Nigredo».
В 1994 году вместе с музыкантами группы «Лига Блюза» Игорем Кожиным и Алексеем Осташевым создают проект под названием «Треф». Музыкальная стилистика группы определяется сплавом джаза, фанка, ритм-энд-блюза. На студии «Рок-Академия» был записан альбом под названием «Треф», вышедший чуть позже на фирме «DL-Lota».
В сентябре 1994 года присоединяется к группе Гарика Сукачёва «Неприкасаемые», сменив Павла Кузина. В феврале 1995 года принимает участие в проекте «Боцман и бродяга», придуманным и осуществлённым Гариком Сукачевым.
В 1995—1996	годы принимает участие в записи альбома «Веди себя хорошо» группы «Адо» на студии «Рок-Академия» (Москва).
В 1996 году участвовал в записи двойного альбома своего коллеги по группе «Неприкасаемые» Анатолия Крупнова «Крупский Сотоварищи» под названием «Чужие песни и несколько своих». Также его партии барабанов можно услышать на альбоме «Песни с окраины» Гарика Сукачева.
Весной 1997 года с музыкантами группы «Треф» приступил к записи второго альбома «Равновесие», вышедшего в сентябре на фирме «Coda Records».
В 1998 году сотрудничал с группой «Чёрный кофе». Летом 1998 года присоединился к группе «Вольный стиль», объяснив это тем, что «устал от гастрольной жизни».
Скончался 23 апреля 2000 года после тяжёлой болезни. Отпевание прошло 25 апреля того же года в храме Космы и Дамиана в Шубине. Похоронен в тот же день на Троекуровском кладбище.